# Vombisidris renateae
Vombisidris renateae är en myrart som först beskrevs av Taylor 1989.  Vombisidris renateae ingår i släktet Vombisidris och familjen myror. Inga underarter finns listade i Catalogue of Life.